# Носковский, Зыгмунт
Зыгмунт (Сигизмунд) Носковский (пол. Zygmunt Noskowski; 2 мая 1846, Варшава — 23 июля 1909, там же) — польский и русский композитор, дирижёр и музыкальный педагог. Младший брат агронома Владислава Носковского (1841—1881).

## Биография
Родился в семье варшавского адвоката. С пяти лет играл на скрипке, его первым наставником был Ян Хорнзель, учитель Генрика Венявского. Затем увлёкся композицией, первыми опытами обратил на себя внимание Игнация Добжиньского, несколько позднее стал учеником Станислава Монюшко. В 15 лет написал своё первое музыкальное сочинение.
В 1864—1867 гг. обучался в Варшавском музыкальном институте под руководством Аполлинария Контского (скрипка) и Станислава Монюшко (композиция). Затем играл в оркестре варшавского оперного театра. В 1872 уехал в Берлин, где в течение трёх лет занимался теорией композиции и инструментовкой в Высшей школе музыки у Фридриха Киля. В этот период увлёкся дирижированием. В 1881 вернулся в Варшаву и активно включился в музыкальную жизнь столицы. В том же году занял место директора Варшавского музыкального общества.
В 1901 г. выступил одним из инициаторов создания Варшавской филармонии и Варшавского филармонического оркестра. В 1907 г. филармония и оперный театр объединились, и Носковский стал художественным руководителем оркестра. По его инициативе был создан детский хор, для которого Носковский сочинил ряд произведений.
В 1906 году композитор был в Москве, где управлял концертом из своих произведений, встретившим одобрительные отзывы прессы.
С 1886 года в течение многих лет был профессором и директором Варшавского музыкального института и воспитал многих виднейших польских музыкантов. В числе его учеников — композиторы Генрик Мельцер-Щавинский, Людомир Ружицкий, Кароль Шимановский, Аполинарий Шелюто, Адам Венявский, Мечислав Карлович, Феликс Конопасек,  Эугениуш Моравский-Домброва, Гжегож Фительберг и другие.

## Творчество
Носковский — автор больших симфонических произведений. Талантливый и плодовитый композитор, Носковский написал три симфонии, три оперы, один балет, кантату «Свитезянка» на слова одноименной поэмы А. Мицкевича, симфонические вариации «Из народной жизни» на тему ля-мажорной прелюдии Шопена, несколько симфонических поэм, обработки польских и литовских народных песен.
Писал увертюры и квартеты (струнный, фортепьянный). Из его произведений наибольший успех выпал на долю увертюры «Morskie oko».
Им составлены учебные пособия по гармонии и контрапункту. Будучи преподавателем музыки в Институте слепых детей, он изобрел выпуклый нотный шрифт для слепых.